# 대평중학교 (대구)
대평중학교(大坪中學校)는 대한민국 대구광역시 서구 평리동에 있는 공립 중학교이다.

## 학교 연혁
- 1987년 11월 20일 : 평리여자중학교 설립 인가(30학급 1,500명)
- 1988년 3월 1일 : 개교 및 초대 박동수 교장 취임
- 1988년 3월 5일 : 제1회 입학식(10학급 559명)
- 1991년 2월 12일 : 제1회 졸업식(600명)
- 2003년 3월 1일 : 남녀공학으로 교명 변경(대평중학교)
- 2015년 3월 2일 : 교육과정(SW교육 적용) 연구학교 운영
- 2022년 2월 10일 : 제32회 졸업식 (61명, 총 10,155명)
- 2022년 3월 1일 : 제17대 김현제 교장 취임
- 2022년 3월 2일 : 제35회 입학식(3학급 57명)

## 참고 자료
- 대평중학교 - 한국교육학술정보원 학교알리미